# Юрґен Зоммер
Юрґен Зоммер (англ. Jürgen Sommer, нар. 27 лютого 1969, Нью-Йорк) — американський футболіст, що грав на позиції воротаря.
Виступав, зокрема, за клуби «КПР», «Болтон Вондерерз» та «Нью-Інгленд Революшн», а також національну збірну США.

## Клубна кар'єра
Народився 27 лютого 1969 року в місті Нью-Йорк. Вихованець футбольної школи клубу «Індіана Юніверсіті».
У дорослому футболі дебютував 1991 року виступами за команду клубу «Брайтон енд Гоув», в якій провів один сезон, взявши участь в одному матчі чемпіонату.
Згодом з 1992 по 1995 рік грав у складі команд клубів «Торкі Юнайтед» та «Лутон Таун».
Своєю грою за останню команду привернув увагу представників тренерського штабу клубу «КПР», до складу якого приєднався 1995 року. Відіграв за лондонську команду наступні два сезони своєї ігрової кар'єри. Більшість часу, проведеного у складі «Квінз Парк Рейнджерс», був основним голкіпером команди.
Протягом 1998—2000 років захищав кольори клубів «Коламбус Крю» та «Нью-Інгленд Революшн».
У 2000 році уклав контракт з клубом «Болтон Вондерерз», у складі якого провів наступний рік своєї кар'єри гравця.
У 2001 році повернувся до клубу «Нью-Інгленд Революшн», за який відіграв 1 сезон.  Граючи у складі «Нью-Інгленд Революшн» також здебільшого виходив на поле в основному складі команди. Завершив професійну кар'єру футболіста виступами за команду «Нью-Інгленд Революшн» у 2002 році.

## Виступи за збірну
У 1994 році дебютував в офіційних матчах у складі національної збірної США. Протягом кар'єри у національній команді, яка тривала 5 років, провів у формі головної команди країни 10 матчів.
У складі збірної був учасником чемпіонату світу 1994 року у США, розіграшу Кубка Америки 1995 року в Уругваї, чемпіонату світу 1998 року у Франції, розіграшу Золотого кубка КОНКАКАФ 1998 року у США, де разом з командою здобув «срібло».

## Титули і досягнення
- Срібний призер Золотого кубка КОНКАКАФ: 1998
- Бронзовий призер Золотого кубка КОНКАКАФ: 1996